# Irish League 1895/96
Die Irish League 1895/96 war die sechste Spielzeit der höchsten gesamtirischen Fußballliga. Distillery FC wurde zum ersten Mal Meister.

## Modus
Teilnehmer waren die vier Mannschaften aus der letzten Saison. Sie spielten an sechs Spieltagen jeweils zweimal gegeneinander. Der Meister wurde zwischen den punktgleichen Distillery FC und Cliftonville FC in einem Entscheidungsspiel ermittelt.

## Vereine
| Verein          | Stadt   |
| --------------- | ------- |
| Linfield FC     | Belfast |
| Cliftonville FC | Belfast |
| Glentoran FC    | Belfast |
| Distillery FC   | Lisburn |

## Abschlusstabelle
| Pl. | Verein             | Sp. | S | U | N | Tore    | Quote | Punkte |
| --- | ------------------ | --- | - | - | - | ------- | ----- | ------ |
| 1.  | Distillery FC      | 6   | 3 | 2 | 1 | 017:120 | 1,42  | 08:40  |
| 2.  | Cliftonville FC    | 6   | 3 | 2 | 1 | 014:900 | 1,56  | 08:40  |
| 3.  | Linfield FC (M, P) | 6   | 2 | 1 | 3 | 010:140 | 0,71  | 05:70  |
| 4.  | Glentoran FC       | 6   | 1 | 1 | 4 | 013:190 | 0,68  | 03:90  |

| (M) | amtierender gesamtirischer Meister     |
| (P) | amtierender gesamtirischer Pokalsieger |

## Kreuztabelle
| 1895/96 | 1895/96         | DIS | CLI | LIN | GLT |
| 1.      | Distillery FC   |     | 2:2 | 2:1 | 6:1 |
| 2.      | Cliftonville FC | 2:2 |     | 1:3 | 2:1 |
| 3.      | Linfield FC     | 0:3 | 0:4 |     | 2:2 |
| 4.      | Glentoran FC    | 6:2 | 1:3 | 2:4 |     |

## Meisterfinale
| Datum      |               | Ergebnis |                 |
| ---------- | ------------- | -------- | --------------- |
| 11.01.1896 | Distillery FC | 2:1      | Cliftonville FC |